# Liste der Fließgewässer im Flusssystem Linnefe
Die Liste der Fließgewässer im Flusssystem Linnefe umfasst alle direkten und indirekten Zuflüsse der Linnefe, soweit sie namentlich im FlussGebietsGeoinformationsSystem des Wupperverbandes aufgeführt sind. Namenlose Zuläufe und Abzweigungen werden nicht aufgeführt. Die Längenangaben werden auf eine Nachkommastelle gerundet. Die Fließgewässer werden jeweils flussabwärts aufgeführt. Die orografische Richtungsangabe bezieht sich auf das direkt übergeordnete Gewässer.

## Linnefe
Die Linnefe ist der 5,1 km lange rechte Zufluss der Dhünn.

## Zuflüsse
Direkte und indirekte Zuflüsse der Linnefe
- Heidsiefen (rechts), 0,4 km
- Rölscheider Bach (links), 0,8 km
  - Schlagbaumer Siefen (links), 0,2 km
- Käfringhausener Bach (links), 0,3 km
- Hasenberger Siefen (rechts), 0,3 km
- Ketzbergsiefen (links), 0,2 km
- Höferhofer Bach (rechts), 0,7 km
- Könenmühlenbach (rechts), 0,9 km
- Ketzberger Bach (links), 0,5 km
- Dortenhofensiefen (links), 0,2 km
- Lüdorfer Bach (rechts), 0,7 km
  - Krautsiefen (rechts), 0,2 km
- Winktensiefen (rechts), 0,2 km
- Dortenhofer Bach (links), 0,9 km
  - Grünenbäumchener Bach (links), 0,6 km
  - Höfchensiefen (rechts), 0,2 km
  - Hausselssiefen (links), 0,2 km
- Bornsiefen (links), 0,4 km
- Bremener Bach (rechts), 0,8 km

## Flusssystem Dhünn
- Liste der Fließgewässer im Flusssystem Dhünn